# Utah Jazz 2006-2007
La stagione 2006-07 degli Utah Jazz fu la 33ª nella NBA per la franchigia.
Gli Utah Jazz vinsero la Northwest Division della Western Conference con un record di 51-31. Nei play-off vinsero il primo turno con gli Houston Rockets (4-3), la semifinale di conference con i Golden State Warriors (4-1), perdendo poi la finale di conference con i San Antonio Spurs (4-1).

## Roster
| N° | Naz.                   | Ruolo | Sportivo         | Anno | Alt. | Peso |
| -- | ---------------------- | ----- | ---------------- | ---- | ---- | ---- |
| 2  | Stati Uniti (bandiera) | G     | Derek Fisher     | 1974 | 185  | 91   |
| 5  | Stati Uniti (bandiera) | A     | Carlos Boozer    | 1981 | 206  | 117  |
| 8  | Stati Uniti (bandiera) | G     | Deron Williams   | 1984 | 191  | 95   |
| 9  | Stati Uniti (bandiera) | GA    | Ronnie Brewer    | 1985 | 201  | 100  |
| 10 | Croazia (bandiera)     | GA    | Gordan Giriček   | 1977 | 198  | 95   |
| 11 | Stati Uniti (bandiera) | G     | Dee Brown        | 1984 | 183  | 84   |
| 13 | Turchia (bandiera)     | AC    | Mehmet Okur      | 1979 | 211  | 113  |
| 15 | Stati Uniti (bandiera) | A     | Matt Harpring    | 1976 | 201  | 105  |
| 22 | Stati Uniti (bandiera) | A     | Lou Amundson     | 1982 | 206  | 102  |
| 24 | Stati Uniti (bandiera) | A     | Paul Millsap     | 1985 | 203  | 111  |
| 31 | Stati Uniti (bandiera) | AC    | Jarron Collins   | 1978 | 211  | 116  |
| 34 | Stati Uniti (bandiera) | G     | C.J. Miles       | 1987 | 198  | 95   |
| 43 | Stati Uniti (bandiera) | A     | Roger Powell     | 1983 | 198  | 107  |
| 47 | Russia (bandiera)      | A     | Andrej Kirilenko | 1981 | 206  | 100  |
| 55 | Stati Uniti (bandiera) | C     | Rafael Araújo    | 1980 | 211  | 127  |

## Staff tecnico
- Allenatore: Jerry Sloan
- Vice-allenatori: Tyrone Corbin, Phil Johnson, Scott Layden
- Vice-allenatore per lo sviluppo dei giocatori: Mark McKown